# Grgurevići
Grgurevići falu Horvátországban, Bród-Szávamente megyében. Közigazgatásilag Szibinhez tartozik.

## Fekvése
Bródtól légvonalban 13, közúton 19 km-re, községközpontjától légvonalban 5, közúton 8 km-re északra, Szlavónia középső részén, a Dilj-hegység déli lejtőin, a Duboki zdenac-patak forrása felett, a Jezerac nevű fennsíkon fekszik. A fennsíkról jól láthatók a korábban hozzá tartozott települések közül Ravan, Čelikovići és Brđani, de ellátni a Pozsegai medencéig, sőt tiszta időben egészen Pleternicáig is.

## Története
Grgurevići az egykori Odvorci hajdútelepülés központi településrésze volt, ma is itt van az odvorci plébánia székhelye. A 15. században területe a Beriszlói család birtoka volt, majd 1536-ban megszállta a török. A török uralom idején tíz kis település feküdt szétszórtan ezen a területen, melyek kedvező fekvésük miatt sűrűn lakottak voltak. A vrčindoli, illetve a bučjei plébániához tartoztak. Odvorci a török kiűzése után keletkezett Boszniából, Likából és a horvát Bánságból telepített katolikus horvátok betelepülésével, de legnagyobb részük az Una menti Dvor vidékéről érkezett, ezért őket összefoglaló néven „odvorci”nak hívták. Innen kapta aztán nevét Odvorci is. Nevének másik magyarázata szerint az itteni horvát menekültek a szibiniektől elkülönülten telepedtek le és ezért „odvojci”nak nevezték őket. Az 1698-as kamarai összeírásban már „Odvorczy” néven hajdútelepülésként szerepel. Az itt lakók felsorolásában találjuk a Gergurović család több tagját is, akikről a település a mai nevét kapta. A katonai közigazgatás megszervezése után a bródi határőrezredhez tartozott. 1730-ban Odvorcinak 70 háza és három, szerény kivitelű fakápolnája volt. 1760-ban 80 házában, 105 családban 377 katolikus lakos élt. 1779-ben megalapították az odvorci Szent Fülöp és Jakab plébániát. Az 1780-as katonai leírás szerint Odvorcihoz tíz település tartozott. Odvorcin plébániatemplom, plébániaház, tiszti lakás állt, melyek mind egy magaslaton voltak, mely összeköttetésben állt azzal a magaslattal, melyen Jakačina Mala feküdt. Közvetlenül a település alatt délre eredt a Zdenac-patak. A falazott templom, a plébánia és a falun kívül álló kápolnán kívül valamennyi háza fából épült.
Az első katonai felmérés térképén „Odvorcze” néven található. Lipszky János 1808-ban Budán kiadott repertóriumában „Odvorcze” néven szerepel. Nagy Lajos 1829-ben kiadott művében „Odvorcze” néven 88 házzal, 464 katolikus vallású lakossal találjuk. A katonai közigazgatás megszüntetése után 1871-ben Pozsega vármegyéhez csatolták.
A településnek 1857-ben 165, 1910-ben 225 lakosa volt. Pozsega vármegye Bródi járásának része volt. Az első világháború után 1918-ban az új szerb-horvát-szlovén állam, majd később (1929-ben) Jugoszlávia része lett. A második világháború után önálló település lett. 1991-től a független Horvátországhoz tartozik. 1991-ben lakosságának 99%-a horvát nemzetiségű volt. 2011-ben a településnek 122 lakosa volt.

## Lakossága
| Lakosság változása | Lakosság változása | Lakosság változása | Lakosság változása | Lakosság változása | Lakosság változása | Lakosság változása | Lakosság változása | Lakosság változása | Lakosság változása | Lakosság változása | Lakosság változása | Lakosság változása | Lakosság változása | Lakosság változása | Lakosság változása |
| ------------------ | ------------------ | ------------------ | ------------------ | ------------------ | ------------------ | ------------------ | ------------------ | ------------------ | ------------------ | ------------------ | ------------------ | ------------------ | ------------------ | ------------------ | ------------------ |
| 1857               | 1869               | 1880               | 1890               | 1900               | 1910               | 1921               | 1931               | 1948               | 1953               | 1961               | 1971               | 1981               | 1991               | 2001               | 2011               |
| 165                | 193                | 166                | 183                | 148                | 225                | 220                | 248                | 282                | 264                | 259                | 233                | 216                | 186                | 175                | 122                |

(1931-ig Odvorci településrészeként, 1948-tól önálló településként.)

## Nevezetességei
- Szent Fülöp és Jakab apostolok tiszteletére szentelt római katolikus plébániatemploma 1806 és 1821 között épült barokk stílusban. A templom egyhajós épület négyszögletes szentéllyel, a homlokzat felett magasodó harangtoronnyal. Felszentelése 1828 novemberében történt. Hosszúsága 30 méter, szélessége 15 méter, a hajó magassága 12 méter, míg a harangtorony 20 méter magas. Berendezése a 19. századból való a főoltárral, a Szent József képpel, az orgonával, a tabernákulummal és két szent domborművével. Az apszisban elhelyezett főoltár fából készült aranyozott díszítéssel, középén Mária mennybevitelét ábrázoló retablóval. A hajóban a diadalív mellett található Szent József képe karjában a kis Jézussal. A hajó fülkéjében álló tabernákulum eredetileg a főoltár része volt. Ugyancsak a főoltár része volt a ma a sekrestyében található Szent Fülöp és Jakab oltárkép. Az orgona 1885-ben készült.
- A falu mellett a Dilj-hegység lejtőin egy fiatal bükkerdő közepén a Benkov gajnak nevezett helyen egy ötszáz éves tölgyfa áll. Az erre járó pásztorok és hegymászók a fát „Papa hrast”nak, azaz Tölgyapónak nevezték el, mivel azt tartják hogy ő minden dilji tölgy apja. Ágai a török korról, Napóleonról és a világháborúkról is regélnek. A fa 5,2 méter átmérőjű, hét felnőtt ember tudja a törzsét átfogni.

## Oktatás
A településen a szibini Ivan Mažuranić elemi iskola területi iskolája működik.